# Rio Argeș

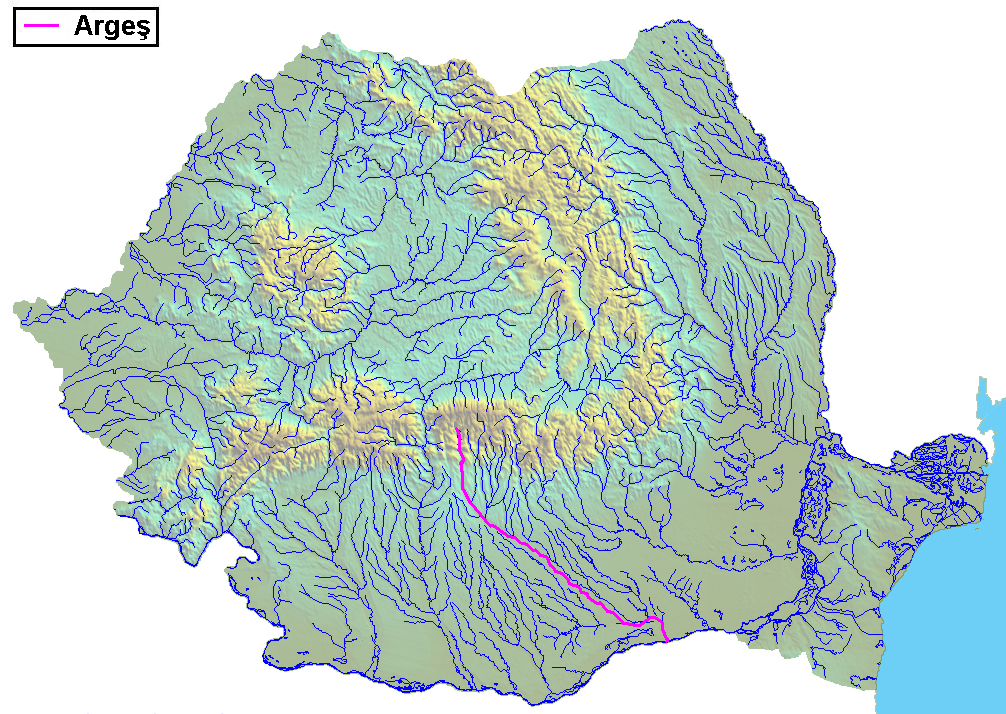
Rio Argeș na Romênia.

O Rio Argeș é um rio da Romênia afluente do rio Danúbio. 
Nasce nas Montanhas Făgăraș e possui 350 km de extensão, atravessando os condados de Argeș, Dâmbovița, Ilfov, Giurgiu e Călărași.